# Beremend, Baranya
Beremend este un sat în districtul Siklós, județul Baranya, Ungaria, având o populație de 2.634 de locuitori (2011). 

## Demografie
Componența etnică a satului Beremend
     Maghiari (92,6%)
     Germani (4,26%)
     Croați (1,67%)
     Romi (1,18%)
     Sârbi (0,29%)
Componența confesională a satului Beremend
     Romano-catolici (44,53%)
     Fără religie (9,95%)
     Reformați (8,62%)
     Necunoscută (35,08%)
     Alte religii (2,05%)
Conform recensământului din 2011, satul Beremend avea 2.634 de locuitori. Din punct de vedere etnic, majoritatea locuitorilor (92,6%) erau maghiari, existând și minorități de germani (4,26%) și croați (1,67%). Nu există o religie majoritară, locuitorii fiind romano-catolici (44,53%), persoane fără religie (9,95%) și reformați (8,62%). Pentru 35,08% din locuitori nu este cunoscută apartenența confesională.